# Fridolfing
Fridolfing is een gemeente in de Duitse deelstaat Beieren, en maakt deel uit van het Landkreis Traunstein. De oostelijke gemeentegrens is de bedding van de Salzach welke rivier in dat deel van zijn loop tevens de Duits-Oostenrijkse staatsgrens vormt. 
Fridolfing telt 4.376 inwoners.
Altenmarkt a.d.Alz ·
Bergen ·
Chieming ·
Engelsberg ·
Fridolfing ·
Grabenstätt ·
Grassau ·
Inzell ·
Kienberg ·
Kirchanschöring ·
Marquartstein ·
Nußdorf ·
Obing ·
Palling ·
Petting ·
Pittenhart ·
Reit im Winkl ·
Ruhpolding ·
Schleching ·
Schnaitsee ·
Seeon-Seebruck ·
Siegsdorf ·
Staudach-Egerndach ·
Surberg ·
Tacherting ·
Taching a.See ·
Tittmoning ·
Traunreut ·
Traunstein ·
Trostberg ·
Übersee ·
Unterwössen ·
Vachendorf ·
Waging a.See ·
Wonneberg